# إدوارد لوروا بويرمان
إدوارد لوروا بويرمان هو سياسي كندي، ولد في 2 يونيو 1892 في تورونتو في كندا، وتوفي في 17 فبراير 1977 في Shellbrook, Saskatchewan ‏ في كندا. نشط حزبياً في Co-operative Commonwealth Federation ‏. وقد انتخب عضو مجلس العموم الكندي.